# Joe Ball
Joe Ball, auch bekannt als The Alligator Man (* 7. Januar 1896; † 24. September 1938), war ein Serienmörder, Alkoholschmuggler und Ende der 1930er Jahre Gastwirt der Bar The Sociable Inn in Elmendorf, Texas.
Ball beging in der Nacht des 24. Septembers aller Wahrscheinlichkeit nach Suizid, als zwei Polizisten ihn zum Verschwinden von Hazel Brown befragen wollten. Nach seinem Suizid fand die Polizei heraus, dass Ball Hazel Brown getötet hatte. Er zwang nach dem Mord den Handwerker Clifford Wheeler dazu, die Leiche zu zerstückeln und in einer Regentonne zu lagern. Die Leichenteile verfütterte er anschließend an seine fünf Alligatoren, daher der Spitzname „The Alligator Man“. Wheeler bestätigte der Polizei auch den Mord an der 20-jährigen Minnie Gotthardt. Wheeler wurde aufgrund mildernder Umstände zu zwei Jahren Gefängnis verurteilt.
Als die Polizei Balls Ex-Frau befragte, sagte diese aus, dass Ball ihr den Mord an mehreren Kellnerinnen seines Gasthauses gestanden habe. Er habe auch gedroht, sie umzubringen, wenn sie nicht schweigen würde. Es wurde nachgewiesen, dass Ball mindestens fünf Morde in seiner Bar The Sociable Inn begangen hatte.